# Сербская народная партия
Сербская народная партия (серб. Српска народна партија; сокр. СНП) — национально-консервативная политическая партия в Сербии, образованная в 2014 году бывшими членами Демократической партии Сербии и в настоящее время возглавляемая Ненадом Поповичем.

## История и идеология
SNP была основана в сентябре 2014 года в селе Крива Река Златиборского района. Среди ее основателей были Попович, Йован Палалич, Милан Стаматович (покинувший партию два года спустя) и политический философ Богдана Колевич. Партия выступает за более тесные связи между Сербией и Россией и выступает против членства Сербии в Европейском союзе .
Первым членом Народной скупщины от партии был Милан Петрич, который был избран по списку Демократической партии на выборах 2014 г. и присоединился к СНП в марте 2015 г. Впоследствии СНП участвовала в выборах 2016 года в избирательном списке Прогрессивной партии Александр Вучич — Сербия побеждает и избрала в собрание трех членов: Йована Палалича, Огнена Пантовича и Снежану Петрович.
Попович, возглавлявший ШНП с момента ее основания, был назначен на министерскую должность 29 июня 2017 года.